# Inter Playa del Carmen
Club Deportivo Inter Playa del Carmen, A.C. – meksykański klub piłkarski z siedzibą w mieście Playa del Carmen, w stanie Quintana Roo, obecnie występuje w Liga Premier.

## Historia
Inter Playa del Carmen powstał w 1999 roku z inicjatywy lokalnych biznesmenów i burmistrza miasta – Miguela Martína. Przystąpił do rozgrywek czwartoligowych, które wygrał w sezonie 2002/2003 pod wodzą szkoleniowców Narciso Moralesa i Antonio Herrery. Zaowocowało to pierwszym, historycznym awansem do trzeciej ligi – Segunda División. Domowe mecze Inter rozgrywa na stadionie Unidad Deportiva Mario Villanueva Madrid, położonym w mieście Playa del Carmen.